# 布拉德·库珀
布拉德福德·保罗·库珀（英語：Bradford Paul Cooper，1954年7月19日—），澳大利亚前男子游泳运动员，擅长自由泳和仰泳。他在1972年夏季奥运会上获得男子400米自由泳金牌。在那场比赛中，他最初以最小的差距获得第二名，但后来因第一名的美国选手Rick DeMont在尿检中呈麻黄素阳性，被取消成绩，从而获得金牌。

## 延伸阅读
- Andrews, Malcolm. . Sydney, New South Wales: ABC Books. 2000: 99–101. ISBN 0-7333-0884-8.
- Howell, Max. . Albion, Queensland: Brooks Waterloo. 1986: 201–205. ISBN 0-86440-680-0.